# Hélène Labarrière
Hélène Labarrière (Neuilly-sur-Seine, 23 oktober 1963) is een Franse muzikante in de jazz- en geïmproviseerde muziek, die contrabas en basgitaar speelt.

## Biografie
Labarrière studeerde aan de conservatoria van Boulogne en Gennevilliers. Ze werd in 1983 lid van de groep Ladies First, met Marie-Ange Martin, Micheline Pelzer en Dominique Borker. In 1986 maakte ze opnames met Lee Konitz. Ze speelde met Daniel Humair, het kwartet van Éric Barret (met Marc Ducret) en o.a. de groep van Sylvain Kassap. Begin jaren 90 speelde ze in het trio van Joachim Kühn, tevens werkte ze met Jean-Marc Padovani, Michel Portal en met het Vienna Art Orchestra. 
In 1993 richtte ze de groep Machination op met Corin Curschellas en Noël Akchoté. Hiermee speelde ze op allerlei festivals. Met Curschellas en Benoît Delbecq werkte ze samen in het trio Jacques et les Veuves Joyeuses. In 1998 richtte ze een kwartet op met Sophie Agnel, François Corneloup en Mark Sanders. Ze speelde ook in de groep actus met Corneloup, Christophe Marguet en Hasse Poulsen. Met John Greaves begon ze het Robert Wyatt-project Dondestan, met daarin ook Karen Mantler en Jacques Mahieux. Ze ging ook solo spelen.
Ze was lid van de band van Yves Robert en nam met hem de plaat été op (1999). Ze werkte verder samen met bijvoorbeeld Tony Hymas en Evan Parker (opnames in 1999), Dominique Pifarély en Louis Sclavis.

## Discografie (selectie)
- Machination (Deux Z – 1994)
- Sylvain Kassap/Hélène Labarrière Piccolo, 17.X.2001 (Evidence – 2001)
- Les temps changent (Emouvance – 2007)